# Per Bertilsson
Per Daniel Bertilsson (Drängsered, 4 dicembre 1892 – Göteborg, 18 settembre 1972) è stato un ginnasta svedese.

## Palmarès

### Olimpiadi
- 1 medaglia:
  - 1 oro (Stoccolma 1912 nel concorso svedese a squadre)